# Diocesi di Ningbo

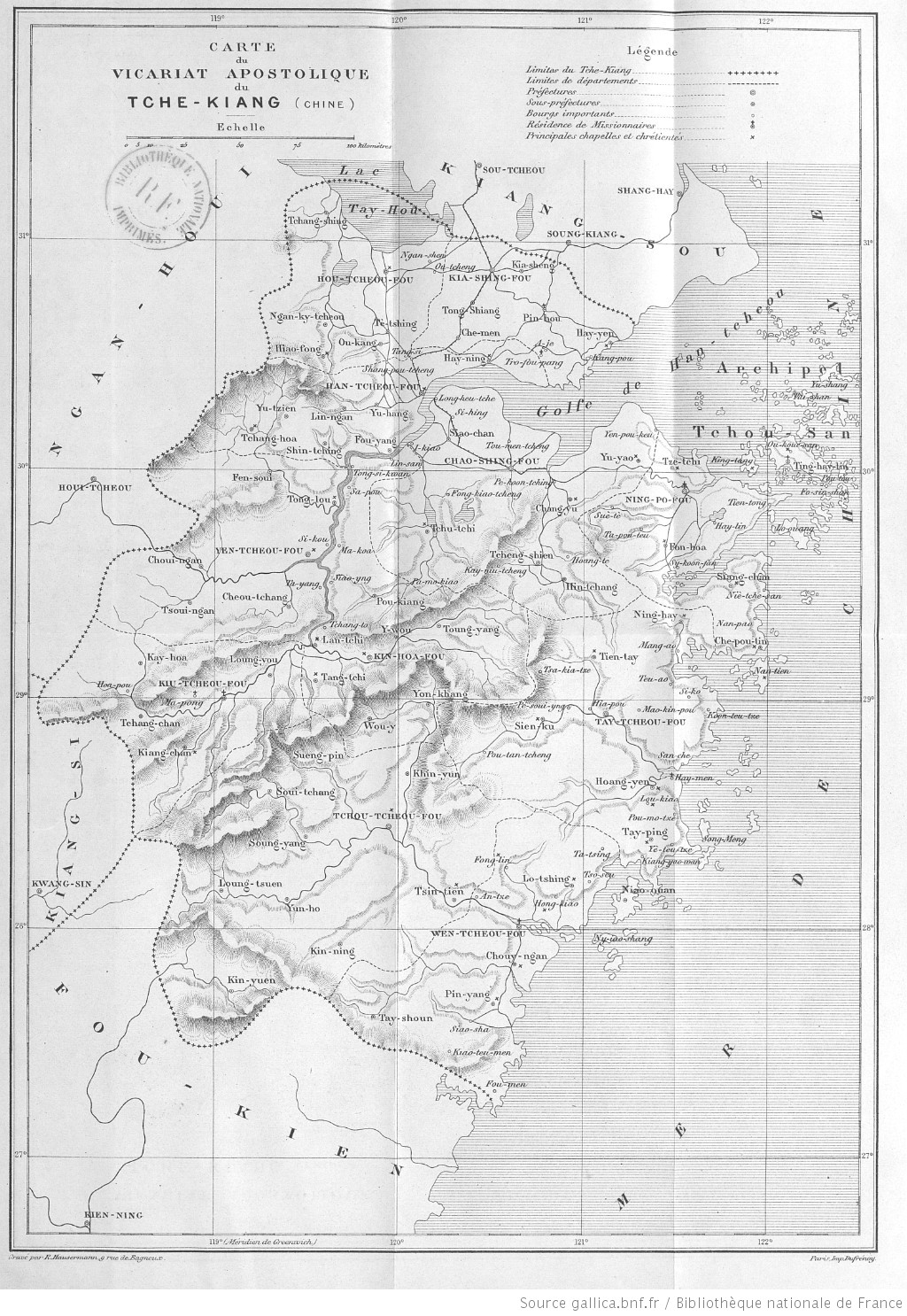
Mappa del vicariato apostolico del Chekiang a fine Ottocento.

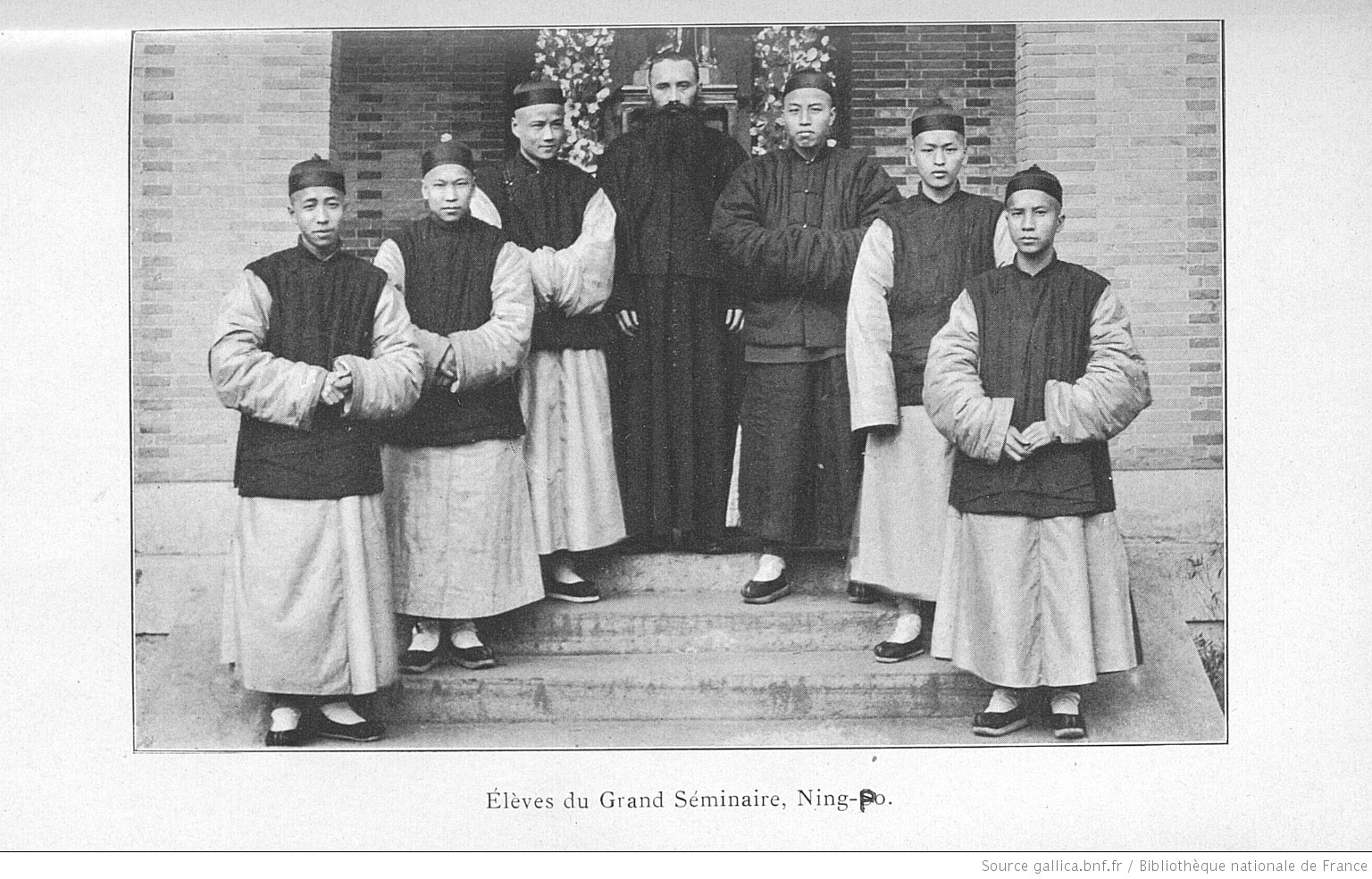
Seminaristi del vicariato apostolico di Chekiang (prima del 1897).

La diocesi di Ningbo (in latino Dioecesis Nimpuovensis) è una sede della Chiesa cattolica in Cina suffraganea dell'arcidiocesi di Hangzhou. Nel 1950 contava 17.497 battezzati su 6.055.267 abitanti (circa 30.000 secondo stime recenti).
Il 18 agosto 2020, nel quadro dell'accordo del 2018 tra Cina e Vaticano, è stato consacrato vescovo di Ningbo mons. Francesco Saverio Jin Yangke, che già vi svolgeva il ruolo di vescovo coadiutore dal 2012.

## Territorio
La diocesi comprende le città-prefettura di Ningbo, Shaoxing e Zhoushan nella parte nord-occidentale della provincia cinese di Zhejiang.
Sede vescovile è la città di Ningbo, dove si trova la cattedrale di Nostra Signora Assunta.

## Storia
Il vicariato apostolico di Chekiang fu eretto il 15 ottobre 1696 con il breve E sublimi Sedis di papa Innocenzo XII, ricavandone il territorio dalla diocesi di Nanchino (oggi arcidiocesi).
Nel 1758 i vicariati apostolici di Chekiang e di Kiangsi furono affidati al vicariato apostolico di Fujian (oggi arcidiocesi di Fuzhou).
Il 14 agosto 1838 i vicariati uniti di Chekiang e di Kiangsi furono nuovamente resi indipendenti con il breve Ex debito di papa Gregorio XVI.
Il 27 marzo 1846 con un altro breve Ex debito lo stesso papa Gregorio XVI divise nuovamente i vicariati apostolici.
Il 10 maggio 1910 cedette una porzione di territorio a vantaggio dell'erezione del vicariato apostolico di Chekiang Occidentale (oggi arcidiocesi di Hangzhou) e nel contempo assunse il nome di vicariato apostolico di Chekiang Orientale. Il 3 dicembre 1924 cambiò ancora nome, assumendo quello di vicariato apostolico di Ningpo (Ningbo) in forza del decreto Vicarii et Praefecti della Congregazione di Propaganda Fide.
Il 10 agosto 1926 e il 2 luglio 1931 cedette altre porzioni di territorio a vantaggio dell'erezione rispettivamente del vicariato apostolico di Taizhou (oggi diocesi di Linhai) e della prefettura apostolica di Chuzhou (oggi diocesi di Lishui).
L'11 aprile 1946 il vicariato apostolico è stato elevato a diocesi con la bolla Quotidie Nos di papa Pio XII.
Il 3 marzo 1949 cedette un'ulteriore porzione di territorio a vantaggio dell'erezione della diocesi di Yongjia.
Dopo l'espulsione di monsignor Defebvre la diocesi è stata retta dal 1950 circa da un amministratore apostolico, il sacerdote cinese Michel He Jinmin, internato in un campo di rieducazione nel 1958. Nel 1960 fu nominato vescovo "ufficiale" (cioè appartenente all'associazione patriottica cattolica cinese) monsignor Shu Qishui che governò la diocesi fino alla sua morte nel 1983. Il Vaticano continuò a riconoscere come vescovo legittimo mons. Defebvre fino alla morte di questi, avvenuta nel 1967, dopodiché la sede fu considerata vacante.
Dopo mons. Shu Qishui, Michel He Jinmin, che nel 1977 era stato dimesso dal campo di rieducazione, riprese il suo ufficio di amministratore apostolico fino al 15 maggio 2000, quando fu consacrato vescovo della diocesi senza autorizzazione della Santa Sede (dunque vescovo "ufficiale"). Deceduto nel 2004, gli è succeduto monsignor Matteo Hu Xiande, riconosciuto sia dal governo cinese sia dal Vaticano.
Mons. Hu Xiande è morto nel settembre 2017, ma già nel 2012 aveva provveduto a nominare come vescovo coadiutore Francesco Saverio Jin Yangke, che ha preso di fatto la guida della diocesi con naturale continuità. L'ufficializzazione di Mons. Jin Yangke come vescovo di Ningbo (nel quadro dell'accordo del 2018 tra Cina e Vaticano) è arrivata il 18 agosto 2020.

## Cronotassi dei vescovi
Si omettono i periodi di sede vacante non superiori ai 2 anni o non storicamente accertati.
- Giovanni Donato Mezzafalce, C.O. † (1697 ? - dopo il 1710)
- François-Alexis Rameaux, C.M. † (11 dicembre 1838 - 14 luglio 1845 deceduto)
- Bernard-Vincent Laribe, C.M. † (14 luglio 1845 succeduto - 26 marzo 1846 nominato vicario apostolico di Jiangxi)
- Pierre Lavaissière, C.M. † (27 marzo 1846 - 19 dicembre 1849 deceduto)
  - André Jandard, C.M. † (27 agosto 1850 - 14 gennaio 1851 nominato vicario apostolico di Jiangxi)[5] (vescovo eletto)
- François-Xavier Danicourt, C.M. † (14 gennaio 1851[6] - maggio 1854 nominato vicario apostolico di Jiangxi)
- Louis-Gabriel Delaplace, C.M. † (12 giugno 1854 - 21 gennaio 1870 nominato vicario apostolico del Ce-li settentrionale)
- Edmond-François Guierry, C.M. † (21 gennaio 1870  - 8 agosto 1883 deceduto)
- Paul-Marie Reynaud, C.M. † (7 marzo 1884  - 23 febbraio 1926 deceduto)
- André-Jean-François Defebvre, C.M. † (14 dicembre 1926 - 7 aprile 1967 deceduto)
- Sede vacante (dal 1967)
  - Shu Qishui † (27 aprile 1960 consacrato - 1983 deceduto) (senza mandato papale)[7]
  - Michel He Jinmin † (15 maggio 2000 consacrato - 4 maggio 2004 deceduto) (senza mandato papale)
  - Matteo Hu Xian-de † (2004 - 25 settembre 2017 deceduto)
  - Francesco Saverio Jin Yangke, dal 2017

## Statistiche
Le ultime statistiche ufficiali riportate dall'Annuario Pontificio si riferiscono al 1950; in quell'anno la diocesi, su una popolazione di 6.055.267 persone, contava 17.497 battezzati, corrispondenti allo 0,1% del totale.
| anno | popolazione | popolazione | popolazione | presbiteri | presbiteri | presbiteri | presbiteri                | diaconi | religiosi | religiosi | parrocchie |
| anno | battezzati  | totale      | %           | numero     | secolari   | regolari   | battezzati per presbitero | diaconi | uomini    | donne     | parrocchie |
| ---- | ----------- | ----------- | ----------- | ---------- | ---------- | ---------- | ------------------------- | ------- | --------- | --------- | ---------- |
| 1896 | 10.419      | 23.000.000  | 0,04        | 26         | 3          | 23         | 400                       |         | 26        | 64        | ?          |
| 1925 | 47.176      | 14.000.000  | 0,3         | 53         | ?          | ?          | 890                       |         | ?         | 106       | ?          |
| 1950 | 17.497      | 6.055.267   | 0,3         | 54         | 25         | 29         | 324                       |         | 29        | 101       | 10         |

Secondo la Guide to the Catholic Church in China, nel 2014 la diocesi contava all'incirca 23.000 fedeli, 14 chiese aperte al culto, 26 sacerdoti e 30 religiose della Congregazione delle Vergini del Purgatorio.